# Atopotrophos hunanensis
Atopotrophos hunanensis là một loài tò vò trong họ Ichneumonidae.